# 送報員 (遊戲)

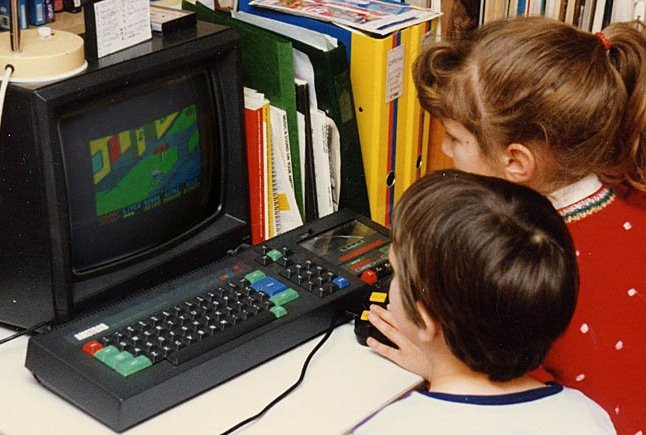
電腦畫面內呈現《送報員》的遊戲畫面。

《送报员》是1985年4月在北美发行的街机游戏，由雅达利游戏开发和发行。玩家需扮演報童，骑着自行车在街道上发放名为《每日太阳报》的报纸。游戏的街机版采用自行车车把作为控制器。

## 游玩方式
该游戏使用街机游戏柜，但带有自定义控件。控件包括一个自行车车把，每侧都有一个按钮，用于放置纸张。可以向前推动车把以加速并向后拉以刹车。
游戏在Atari System 2硬件上运行。CPU是10 MHz 数字设备公司（DEC）T-11。对于声音和硬币输入，它使用2.2 MHz MOS技术6502。声音芯片是用于数字声音的两个POKEY，用于音乐的Yamaha YM2151和用于语音的Texas Instruments TMS5220。保护芯片是Slapstic型号137412-105。
街机版的游戏程序代码是用BLISS编写的。

## 开发
送报员与超级运动会一起，在1980年代BBC上进行的儿童电视测验First Class中，组成了计算机游戏回合之一。
该报童在2012年迪士尼动画片《无敌破坏王》中客串演出。报童乐队也出现在2015年的电影《像素》中。

### 版本
续集《送报员2》（Paperboy 2）于1991年发行，用于几种家庭系统。
《送报员》以其原始的街机形式出现在1998年的PlayStation电子游戏Arcade的《 Greatest Hits：The Atari Collection 2》中。Game Boy Color版本，以开发数字Eclipse的软件，并发表中途比赛，在美国发布了5月30日，1999年 1997年截至7月，开发商损坏核心已经开始了任天堂的概念发展64版本，正在寻找游戏发行商，并可能在1998年发布。1998年8月，中途岛游戏宣布将发布任天堂64版游戏，这是仍处于概念阶段，预计发布于1999年底的比赛使用3D多边形开发的游戏引擎，而在被释放美国于1999年10月26日。
2000年5月，Midway宣布在当年晚些时候为PlayStation 发行Paperboy，尽管该游戏从未发行。Paperboy随后被包含在2003年的视频游戏Midway Arcade Treasures中，该游戏是Nintendo GameCube，PlayStation 2，Xbox和Microsoft Windows的街机游戏的汇编。在2005年，送报员被收入《Midway Arcade Treasures： PlayStation Portable的扩展播放》中。2005年5月，世嘉移动宣布它将发布送报员，用于手机。游戏于2006年5月发布。 Xbox 360版本的《送报员》于2007年2月14日在Xbox Live Arcade上发布；但是，该游戏在2010年被删除。

## 评价
在日本，Game Machine在1985年11月1日发行的Paperboy中将其列为年度第五大最成功的立式街机游戏单位。 2007年，Eurogamer的 Spanner Spencer 将街机版本9评为10，并对其游戏玩法，图形和音乐表示赞赏。
ACE为Atari ST版本提供了赞誉，满分为1,000分，满分为850分，而 Zero得分为100分，满分为86分。 ACE和 Zero指出Atari ST版本版本看起来和玩起来都像街机版本。Computer Gamer认为ZX Spectrum版本是街机游戏的忠实转换，但它在ZX Spectrum版本中的得分为20（满分20），同时指出有些人可能会觉得游戏的重复性。对于ZX Spectrum，Commodore 64和Amstrad CPC版本， ACE将该游戏评为5分（满分5分），并指出了“执行出色”的图形，并称该游戏为“经典预算”。英国杂志《CVG》给予Commodore 64版本52％的评分，批评其音乐和“块状且比例不均”的图片；该杂志给予ZX Spectrum版本83％的评分。Commodore用户的 Ken McMahon 审查了Commodore 16和Commodore Plus / 4版本，并将其评为10中的6，指出这太简单了。
Crash给ZX Spectrum版本提供了88％的评分，综合评分为“另一种来自Elite的流畅，可玩的转换”，而 Zzap！64对Commodore 64版本的热情不高，为44％。在1993年， Zzap！64对Commodore 64版本的评分为60％，称其为重复性。 CVG的 Richard Leadbetter回顾了Lynx版本，并说：“看起来不错，但玩起来还不够有趣。” 启动 “Walnum同样称赞了山猫版本的图形和声音效果，但认为比赛‘只是一个射击em时没有拍摄。 Raze赞扬了Lynx版本的清晰多彩的图形，但表示游戏“对于令人兴奋的新Lynx来说太老又累了”。 AllGame的Kyle Knight批评Lynx版本的简单音效和音乐以及重复的游戏玩法。
Leadbetter称赞了Master System版本，称其为系统可用的“最佳街机转换之一”，同时指出游戏中唯一的“轻微下降”就是音乐。Mean Machines称赞Master System版本的图形和与街机游戏的相似之处，而Raze为Master System版本撰写了一个混合评论。 Mean Machines对NES版本的图形，声音和控件提出了批评，并得出结论认为，它是“一种令人反感的产品，其重量堪比经典投币式游戏的可悲的嘲讽。” AllGame的Brett Alan Weiss表示，Mindscape在将游戏移植到NES方面做得很好。韦斯称赞NES版本的控件和声音效果，但批评了音乐。 Raze认为Game Boy版本是“ Excellent”，而Mean Machines则批评了其控件，滚动模糊以及缺少彩色图像（系统无法生成）。 ACE指出，Game Boy版本的控件略有困难，音效较差。
One为Amiga版本提供了80％的折扣，声称该街机游戏“几乎完美无缺”。 ACE给予Amiga版本878的评分，称其为街机游戏的完美转换。 Commodore User的 Tony Dillon对Amiga版本给予了83％的评分，并认为与街机版本几乎相同。 CVG的 Gordon Houghton给Amiga版本一个69％的评分，指出声音“可以说”比街机版本“好”，但要注意图形是“生涩的”，并且游戏方式已经从街机版本进行了更改。霍顿总结说，“这不是一个不好的游戏，但是它太老了，太昂贵了，不值得得到更多的赞誉。” 他赞扬了Amiga版本的音乐和图形，但认为游戏玩法过时且重复。 IGN的罗伯特·A·荣格（Robert A. Jung）在1999年审查了Lynx版本，并认为这是对街机游戏的“体面”改编。荣格（Jung）记下了游戏的“平均质量”图形和声音，并得出结论：“虽然不是Lynx最好的游戏之一，但它并不是一个糟糕的游戏。
IGN的克雷格·哈里斯（Craig Harris）审查了Game Boy Color版本，并表示“这绝对是游戏中最糟糕的版本，甚至击败了Atari Lynx街机游戏的进水口。” 哈里斯（Harris）批评游戏的音乐，原始游戏缺少语音音频，碰撞检测不佳以及缺乏乐趣。 AllGame的斯科特·艾伦·万豪（Scott Alan Marriott）称赞了Game Boy Color版本的彩色图形，但指出该游戏并未对原始街机版本进行任何新的改动，并写道：“那些期待很多改动或增加的内容将令人失望。”

### 再版评价
送报员的版本已针对Nintendo 64，Xbox 360以及iPhone和iPod Touch重新发布。IGN的Dean Austin批评了Nintendo 64版本的复古3D外观，但称赞了游戏玩法，并认为它是“很棒的游戏”。Daily Radar的 Daniel Erickson 批评了Nintendo 64版本的“乏味”和“重复”的游戏玩法。 Game Revolution的罗伯特·阿姆斯伯里（Robert Amsbury）称赞了Nintendo 64版本的音效，但认为音乐具有重复性，同时指出游戏“并不是真的很有趣”。Weiss批评Nintendo 64版本的音乐和声音效果以及不良的控制，并写道该游戏具有“您会在Nintendo 64墨盒中找到的最丑陋的图形”。 GameSpot的 Ben Stahl 指出了Nintendo 64版本中使用的过时的音效，并指出：“尽管单独拥有一款不错的游戏，但Paper Boy 64并没有捕捉到原始街机游戏的魔力。”IGN的Levi Buchanan审阅了一部手机版本，称赞了这些控件，并称该游戏的外观和玩法类似于原始的街机游戏。
根据Metacritic的说法，Xbox 360版本获得了“混合或平均评价”。 TeamXbox给出的Xbox 360版本的总体得分为8.2，表明“ Paperboy“交付”了分类广告中的广告。”  GamesRadar的 Greg Sewart 认为Xbox 360版本是街机版本的“真实再现”，但他指出，由于缺少街机游戏的车把控制器，因此该游戏与以前的版本一样，控制不精确。GameSpot的Jeff Gerstmann审查了Xbox 360的重新发布，并对缺少新的声音效果和音乐以及缺少图形更新感到失望。Gerstmann表示，这款游戏极有可能会吸引那些“怀念”原始街机游戏的人们。 IGN的埃里克·布鲁德维希（Erik Brudvig）审查了Xbox 360版本，认为该游戏非常有趣。Brudvig指出缺少手把控制器，并表示：“由于等轴测视图，该版本的Paperboy遭受了与游戏的每个家用版本相同的怪异控制。”  Eurogamer的 Kristan Reed称赞Xbox 360重新发布的控件，并指出该游戏尽管年代久远，但“仍能很好地站立”，尽管他表示该游戏很快就会变得重复。官方Xbox杂志的 Corey Cohen 赞扬Xbox 360版本的音乐和控件，并指出它与街机版本一样吸引人。
Pocket Gamer的 Tarryn van der Byl 批评iPhone版本的控制不佳，并指出该游戏的可选3D图形模式“丑陋，感觉笨拙且不准确”。滑动播放将iPhone / iPod版本视为“混合包”，但称赞了游戏玩法。Digital Spy的 Mark Langshaw 审查了iPhone版本，并表示它可能最吸引原始游戏的粉丝。朗肖总结说：“就怀旧的翻拍而言，Paperboy提供了，但做得还不够，无法登上头版。”
根据Metacritic的报道，Paperboy：Special Delivery的满分为100分，满分为55分，表示“综合评论或平均评论”。TouchArcade的 Blake Patterson 认为Paperboy：Special Delivery是对Elite的iPhone版本的改进，称赞了改进的控件和图形。 Pocket Gamer的乔恩·芒迪（Jon Mundy）将游戏评为10的5，批评了游戏的玩法和控件，并写道“最大的缺陷是游戏的技术缺陷。图形是非常基本的，但是游戏却在我的电脑上反复停顿和停顿第二代iPod touch。” AppSpy的安德鲁·内斯瓦德巴（Andrew Nesvadba）将该游戏评为5分中的3分，称赞更新的图形，同时批评控件。内斯瓦德巴（Nesvadba）还称赞了故事模式的增加，但批评其篇幅太短。 Gamezebo的耶利米·莱夫·约翰逊（Jeremiah Leif Johnson ）将游戏评为五颗星中的三颗，称赞故事模式和1980年代风格的图形，但批评其控制不佳。